# Sikornik (Kraków)

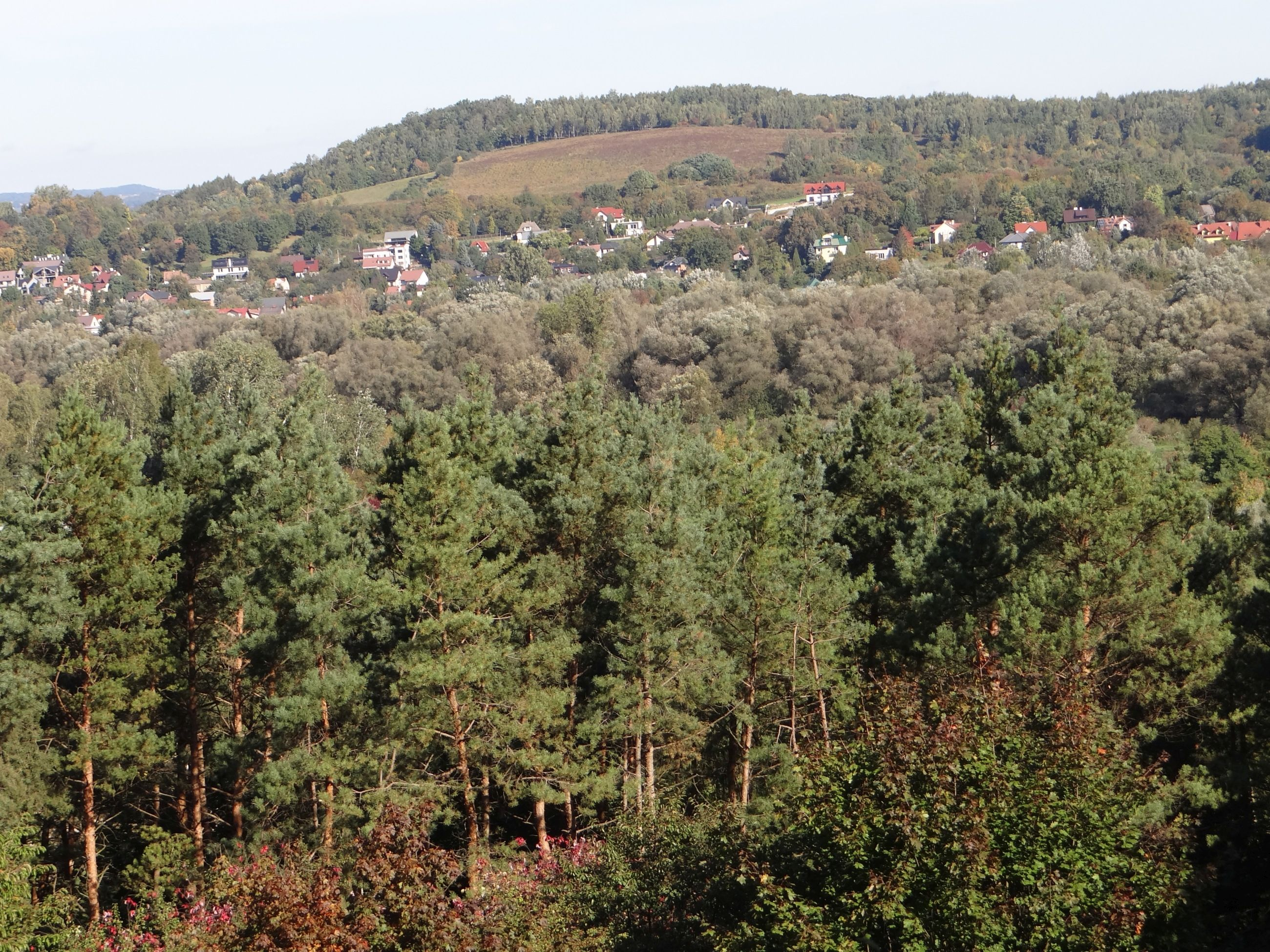
Sikornik widziany z Góry Pychowickiej

Sikornik (296 m) – zachodni szczyt dwuwierzchołkowego wzgórza we wschodniej części Pasma Sowińca w Krakowie. Szczyt wschodni to Góra św. Bronisławy (ok. 308 m). Znajduje się na nim Kopiec Kościuszki.
Wydłużony grzbiet tych wzniesień ma długość nieco ponad 3 km. Od strony wschodniej stopniowo obniża się ku ujściu Rudawy do Wisły. Prowadzi tam aleja Jerzego Waszyngtona, u której końca znajduje się osiedle Salwator z zabytkowym kościołem. Od zachodu sąsiaduje z Pustelnikiem, od którego jest oddzielone szerokim siodłem, zwanym Przełęczą Przegorzalską, przez którą przechodzą ulice Jodłowa i Starowolska, łączące Przegorzały z Wolą Justowską.
Pod względem geograficznym Pasmo Sowińca przynależy do Pomostu Krakowskiego w obrębie makroregionu Bramy Krakowskiej.
Północno-zachodnie strome stoki wzgórz Sikornik i Góra Św. Bronisławy porośnięte są lasem liściastym. Stosunkowo duże różnice wysokości sprawiają, że rzeźba terenu jest urozmaicona. Stoki porozcinane są wąwozami i parowami. Na zboczach spotyka się odsłonięcia jurajskich skałek wapiennych. Największe z nich to Strzelnica – dwa skalne mury, na których uprawiana jest wspinaczka skalna. W skałach jest też niewielka Nyża nad Strzelnicą. Dawniej istniał tutaj niewielki łom wgłębno-stokowy.
Od lat 20. do 50. XX wieku funkcjonowały tutaj skocznie narciarskie.
Pod wzgórzem planowana jest budowa tunelu na trasie trzeciej obwodnicy Krakowa.